# ۲۳ ژوئن
۲۳ ژوئن صد و هفتاد و چهارمین (در سال‌های کبیسه صد و هفتاد و پنجمین) روز سال در گاه‌شماری میلادی است. ۱۹۱ روز تا پایان سال باقی‌است.

## رویدادها
- ۱۸۹۴ - تاسیس کمیته بین‌المللی المپیک
- ۱۹۴۱ - یک روز پس آغاز تهاجم آلمان به شوروی، استاوکا تشکیل شد.
- ۱۹۹۱ - بازی ویدئویی سونیک خارپشت منتشر شد.
- ۲۰۱۴ - آخرین محموله از تسلیحات شیمیایی دولت بشار اسد در سوریه جهت انهدام از این کشور خارج شد.
- ۲۰۱۶ - مردم بریتانیا در یک همه‌پرسی رای به خروج کشورشان از اتحادیه اروپا دادند.

## زادروزها
- ۱۸۸۹ - آنا آخماتوا، شاعر روس
- ۱۹۱۲ - آلن تورینگ، ریاضی‌دان بریتانیایی
- ۱۹۳۶ - ریچارد باخ، خلبان و نویسنده آمریکایی
- ۱۹۷۲ - زین‌الدین زیدان، فوتبالیست فرانسوی
- ۱۹۸۱ - آنتونی کاستا، خواننده انگلیسی

## درگذشت‌ها
- ۷۹ - وسپاسیان، امپراتور روم
- ۱۰۱۸ - هاینریش یکم، مارگراف اتریش

## مناسبت‌ها
- روز خدمات عمومی سازمان ملل متحد
- روز جهانی بیوگان
- روز جهانی زنان مهندس و تشویق ورود زنان به رشته‌های مهندسی
- روزی پیروزی در استونی
- روز پدر در نیکاراگوئه